# 徐昭
徐昭（1493年—？），字德新，浙江金華府永康縣人，匠籍，明朝政治人物。

## 生平
浙江鄉試第四十名舉人。正德十六年（1521年）中式辛巳科會試第一百六十名，登第三甲第一百四十三名進士。嘉靖四年（1525年）任直隸上海县知县。

## 家族
曾祖徐伯珍；祖父徐得良；父徐忱，母董氏。具庆下。兄徐昕、弟徐暕。